# Kare Kano
Kare Kano ili Kareshi kanojo no jijyou (彼氏彼女の事情) (slobodno prevedeno kao "Okolnosti njega i nje") je japanska anime ljubavna humoristična serija iz 1998. snimljena po istoimenoj Mangi. Ima 26 epizoda i njen redatelj je Hideaki Anno.
U časopisu Animage, "Kare Kano" je 1999. završio na četvrtom mjestu na listi najboljih animea godine, s 549 glasa (prvo je mjesto zauzeo "Nadesico"), dok su glavna junakinja Yukino i junak Arima u istom izdanju proglašeni šestim najboljim ženskim i šestim najboljim muškim likom u animeu. Iduće godine, serija je ponovno bila zastupljena kada je završila na 12. mjestu na listi najboljih animea godine, s 97 glasa.

## Radnja
Yukino Miyazawa je najbolja, najslavnija i najpopularnija učenica u svojoj školi. Od ocjena ima same petice pa je tako na 1. mjesto po popisu najboljih učenika u školi, obučena je fino i otmjeno pa je dečki smatraju zgodnom a pomaže prijateljicama oko zadaće što joj donosi dodatne bodove simpatije. No u stvarnosti je Yukino silno tašta osoba koja sve to radi samo kako bi ju svi hvalili. Kod kuće se ponaša potpuno drugačije - nosi naočale i ružno odijelo za jogging, lijena je i tašta, tako da se njene dvije mlađe sestre čude nad njom. 
No, jednog dana se u školi pojavi novi učenik, Arima, koji odmah zauzme 1. mjesto na listi najboljih učenika, dok Yukino završi na 2. mjestu. Ljutita Yukino to ne želi podnijeti pa krene učiti više kako bi se opet vratila na 1. mjesto. Nakon raznih komplikacija njih se dvoje zaljubi i postanu par. To se ne sviđa drugim djevojkama u razredu, ponajviše Tsubasa koja je zaljubljena u Arimu te Maho koja mrzi Yukino, a tu je još i šašavi Arimin kolega Asaba koji se stalno ponaša kao model.

## Glasovi
- Atsuko Enomoto - Yukino Miyazawa
- Chihiro Suzuki - Arima
- Yuki Watanabe - Tsukino Miyazawa
- Atsushi Kisaichi - Asaba Hideaki
- Junko Noda - Maho

## Zanimljivosti
- Autorica Mange je Masumi Tsuda.
- Anime serija nema pravog kraja jer se očekivala druga sezona, koja pak nikada nije snimljena. U Mangi se je priča nastavljala i nakon kraja u animeu (odvijala se sve do vremena u kojem su Yukino i Arima navršili 30. godinu, postali doktorica i policajac i dobili troje djece).
- Redatelj Hideaki Anno se je posvađao s producentima serije i odbio režirati zadnjih par epizoda.

## Kritike
"Kare Kano" je inventivna anime serija u kojoj redatelj Hideaki Anno dokazuje osjećaj za tankoćutno analiziranje romanse i stvaranje emocija, uljepšavajući priču avantgardnim stilom i humorom, ali se primijeti da je otvoren kraj upropastio dojam ( zadnjih 5 epizoda je gotovo besmisleno i nategnuto) te da studio nije imao dovoljno novca za animaciju pa neke epizode osciliraju u dizajnu ili upotrebljavaju reciklažu slika. Kritičar Carlos Ross na internetskim stranicama THEManime.org je hvalio seriju: "Kare Kano je krasan eksperiment u dokazivanju toga što se sve može napraviti od animea kako bi bio drugačiji od svega drugog na televiziji. No postoji razlog zašto je ovaj anime trajao samo 26 epizoda. Čini se da su nakon sudbonosne epizode 19 (pa, nisu ostali bez budžeta, ali je izgledalo kao nategnutih montipajtonovskih 25 minuta) autori izgubili sav interes za seriju. Uzbuđenje da ovi ovi dečki upravljaju animeom za djevojke je izgleda izgubilo svoju čar. Kare Kano je postao dosadan! Ali ne za nas gledatelje!...Emocije koje su prolazile kroz Arimu i Yukino su samo naglašene kada se otkrivalo što i drugi misle, a to važi i za druge. Prokletstva mu, zašto nisu snimili više epizoda?...Nekima će se nedovršen kraj činiti frustrirajučim te će im to umanjiti zadovoljstvo".
Kritičar na internetskim stranicama Animenewsnetwork.com je zapisao: "Kare Kano je jedan od najboljih animea koje sam vidio nakon dugo vremena. Jedan od elemenata što ga čini tako privlačnim je činjenica što je tako realističan. Redatelj Hideaki Anno je navodno promatrao i studirao puno običnih japanskih školskih učenika prije nego što je započeo s radom na seriji, kako bi likovi bili što uvjerljiviji...No, tu ima i puno slapstick komedije i ulaska u fantaziju. Primjeri su skakanje sa zgrada, udaranje i bacanje auta nogom preko ulice i spontano eksplodiranje djevojke koju su zamijenili za učenicu trećeg razreda osnovne škole".
Kritičar na internetskim stranicama Animeacademy.com je u svojoj recenziji napisao: "Ovaj anime ima sve što jedna sjajna romantična drama treba, a dodatni humor čini svaku minutu ugodnom i pamtljivom. Ipak, ni izdaleka nije bez mana zbog problema s budžetom i nedostatka završnice i raspleta...Kako je jedan moj prijatelj rekao, "Okolnosti njega i nje" je najbolji "anime s očitim greškama" kojeg ćete ikada vidjeti".

## Vanjske poveznice
- Okolnosti njega i nje na Internet Movie Database
- Okolnosti njega i nje na Animenewsnetwork.com
- Animeacademy.com  Arhivirana inačica izvorne stranice od 15. srpnja 2006. (Wayback Machine)